# Henri de Châtillon
Henri de Châtillon (Londres, Inglaterra, 1906 - Ciudad de México, México, 23 de mayo de 1972) fue un diseñador de moda y sombrerero francobritánico radicado en México.

## Primeros años
Nació en Inglaterra hijo de una madre francesa y un padre escocés; su madre se estableció en Francia poco antes de la Primera Guerra Mundial y tiene a su otro hijo André Ledoux, fruto de su segundo matrimonio, en París en 1909. A partir de ese momento se conoce muy poco de su vida hasta 1936, año en el que luego de tener éxito como diseñador en París y comprar una propiedad rural en Jouy-en-Josas, adopta el seudónimo Henri Hutchinson de Châtillon pues cada que salía de París lo hacía por la Porte de Châtillon (puerta de Châtillon); hasta que en la década de los 40, tras su llegada a México, prescinde de su apellido real para ser conocido únicamente como Henri de Châtillon.

## Carrera
Tras la Segunda Guerra Mundial Châtillon partió hacia Canadá con el plan de establecerse en Sudamérica, pasando por Nueva York y luego por México, país donde residió el resto de su vida.
Su primer trabajo conocido como diseñador es el vestuario que crea para la obra de teatro Helena de Troya que el American Ballet Theatre presentó en el Palacio de Bellas Artes y la Ópera Metropolitana de Nueva York en 1942.
Tuvo bastante éxito como diseñador, para 1949 él ya tenía un negocio de un millón de pesos en la calle de Reforma y la revista Time cubría su desfile anual describiendo la impuntualidad de las clientas mexicanas y los precios de sus vestidos; entre sus clientas estuvieron Marga López, Dolores del Río y María Félix que incluso lo menciona en su autobiografía "Todas mis guerras" y describe que sólo algunos almacenes exclusivos en México además de su propia tienda vendían vestidos de Châtillon. Aunque algunos de sus sombreros estaban hechos de materiales mexicanos como zacate y tortilla y la mayoría de sus vestidos estaban confeccionados en materiales nacionales, su estilo de diseño seguía siendo europeo.
Para finales de los 60 su negocio fue decayendo, mudándose a un hotel llamado Río Amazonas en la colonia Cuauhtémoc; con el auge de la industria aeronaval era más fácil para sus clientas volar a Miami y comprar ropa ahí que en su boutique, finalmente, falleció el 23 de mayo de 1972 en la Ciudad de México como consecuencia de las secuelas de una hemiplejia que sufrió unos años antes.

## Opiniones sobre la moda mexicana
En 1940 el productor Álvaro Gálvez y Fuentes, junto con los periodistas Rosario Sansores y Pedro de Lille convocaron a Ramón Valdiosera, Armando Valdés Peza y a Henri de Châtillon al programa radiofónico Lunas Verdes para debatir si era posible la existencia de una moda mexicana, cuestión que tanto Valdés Peza como Châtillon negaron, el debate se retomó 9 años después y en una entrevista con la revista Nosotros él declaró:
“México está muy atrasado, no hay materiales, las telas no sirven y no se podría competir con lo europeo ni menos con lo norteamericano... Para haber moda debe haber elegancia y la mujer mexicana no puede ser elegante, porque tiene muchas nalgas”.
Declaraciones que dañarían su imagen y harían que se ganara el repudio de la mayoría de los medios mexicanos por hacer comentarios sobre el cuerpo de las mujeres del país; sin embargo, se discute que él estuviese en contra de la existencia de una moda mexicana, pues al fin y al cabo innovó utilizando materiales nacionales como tortillas para hacer sus sombreros y contribuyó a la existencia y promoción de una moda mexicana de autor, incluso declaró posteriormente para el Milwaukee Journal "aquí en México mi sentido del color ha mejorado".

## Arte
El primer registro de su presencia en México es el cuadro "Retrato de un turista" de María Izquierdo (1940). Aunque no tiene especificado en ninguna parte que Châtillon sea el retratado, Octavio Paz menciona tanto a Henri como a la obra en las cartas que le escribe a Octavio Barreda años después; en 1944 Diego Rivera retrata a Châtillon y titula el cuadro como "El sombrerero"; de acuerdo con el crítico Gustavo Prado, el cuadro es poco halagador y es probable que sea el encargo de alguna clienta rica del diseñador más que una obra del muralista.

## Filmografía
- 1945 Las cinco advertencias de Satanás.
- 1948 El supersabio.
- 1950 El ciclón del Caribe.
- 1951 Los huéspedes de La Marquesa.
- 1951 Trotacalles
- 1952 Sor Alegría
- 1952 Mujeres que trabajan[7]
- 1953 Él[8]